# Guge
Guge was een Tibetaans koninkrijk in het zuidwesten van het Tibetaans plateau. Het werd gesticht in de 10e eeuw. Het koninkrijk kwam globaal overeen met het gebied van een van de tien districten, waarin het voormalige koninkrijk Zhangzhung was verdeeld nadat het in de 7e eeuw geannexeerd was door het Tibetaanse rijk.

## Achtergrond
Na de val van het Tibetaans rijk in het midden van de 9e eeuw ontstaat een politieke en staatkundige fragmentatie van Tibet. In die situatie gingen krijgsheren en hun afstammelingen uit de periode van het rijk eigen vorstendommen en ministaatjes creëren. De krijgsheren probeerden hun positie tot vorst te legitimeren door hun afstamming terug te voeren tot de koningen van de Yarlung-dynastie.
Hedendaags tibetologisch onderzoek heeft aangetoond, dat veel van die claims onhoudbaar zijn dan wel op zijn minst hoogst dubieus. Een uitzondering daarop is de afkomst van de eerste koningen van Guge. De meeste hedendaagse tibetologen die over dit onderwerp hebben gepubliceerd zijn geneigd om die afstamming terug te voeren tot die van Ösung, de zoon van Langdarma, de laatste koning van het Tibetaanse rijk.
De lijn begint  met Kyidé Nyimagön, die een vorstendom in Ngari had gecreëerd. Zijn oudste zoon  Pelgigön erfde de regio Maryul, Ladakh, en kan beschouwd worden als de stichter van de eerste dynastie van dat land. De jongste zoon, Detsukgön, stichtte de dynastie Gungtang in Mangyül,het gebied dat eeuwen later ook wel benoemd werd als het koninkrijk Mangyül Gungthang.
De middelste zoon, Trashigön, was de stichter van het koninkrijk Guge. Het koninkrijk zou een uiterst belangrijke rol spelen in het herstel van een georganiseerd boeddhisme en de monastieke traditie in Tibet.

## Religieuze activiteiten
In de periode na de val van het Tibetaanse rijk verdween vrijwel iedere vorm van georganiseerd en monastiek boeddhisme in Centraal-Tibet. Er waren geen economische en financiële middelen meer aanwezig om het kloosterleven of kostbare vertaalprojecten uit het Sanskriet te financieren.
In wezen trachtten de eerste heersers van Guge het Tibetaans rijk in hun eigen- veel kleinere - gebied te doen herleven. Zij deden dat op de wijze, zoals zij dachten dat een aantal koningen van de Yarlung-dynastie, Tri Ralpachan en Trisong Detsen dat georganiseerd hadden. Zij bouwden tempels zoals het kloostercomplex Tolin, kloosters zoals Tabo en begonnen met het opnieuw financieren van vertaalprojecten. Het was dan ook vanuit Guge dat er in Centraal-Tibet een ontwikkeling kwam die zou leiden tot een herleving van georganiseerd boeddhisme, kloosterleven en Tibetaanse schilderkunst.
In de klassieke Tibetaanse geschiedschrijving wordt veel aandacht besteed aan de relaties tussen de tweede koning van Guge, Yeshe-ö (959 - 1036) en de beroemdste vertaler van die tijd Rinchen Zangpo ( 958-1055). Er is veel daarvan gemythologiseerd. Het is wel juist dat Yeshe-ö de vertaler op latere leeftijd aan zich wist te binden; dat betekende een nieuwe stimulans voor herstel van georganiseerd boeddhisme en kloosterleven. De aanwezigheid van mensen als Rinchen Zangpo bracht andere geleerden, ook uit India, naar Guge.
Het was niet Yeshe-O maar een van zijn opvolgers, Jangchub Ö, die erin slaagde de grote leraar Atisha naar Guge te halen.

## Politieke ontwikkelingen
Vanaf begin 11e eeuw kreeg het koninkrijk te maken met druk en invallen van verder westelijk gelegen stamfederaties. In die eeuw waren het met name de Karlukken van het Kara-Khanid Khanaat die Guge en dit deel van het westen van Tibet herhaaldelijk binnenvielen.
Vanaf het midden van de 13e eeuw had Möngke Tibet onderdeel gemaakt van het Mongoolse rijk. Het gebied van Tibet werd in apanages verdeeld onder leden van de koninklijke familie. Het westen van Tibet, zoals Guge, komt hiermee in de invloedssfeer van Hulagu. Daarmee werd dit deel van Tibet ook partij in de voortdurende onderlinge vetes tussen diverse facties binnen de Mongoolse elite. Na de definitieve splitsing van het rijk kwam dit deel van Tibet dan onder de invloed van het Il-kanaat.
De noodzaak om vanuit Guge vooral relaties  te onderhouden met meer westelijker gelegen gebieden had tot gevolg, dat ondanks de daar begonnen culturele en religieuze renaissance van het boeddhisme, Guge in termen van macht binnen Tibet slechts van regionale betekenis bleef.

## Missieactiviteiten
Vanaf de vestiging van de Portugezen in India in de loop van de 16e eeuw waren er de in de koloniale expansie van West-Europa gebruikelijke geruchten over het bestaan van christelijke gemeenschappen als gevolg van veel vroegere evangelisatie. Die geruchten werden gevoed door de mythe van Pape Jan, een priester-koning die in Azië of Afrika een christelijk rijk zou hebben gesticht. Deze gemeenschappen werden in dit geval gezocht achter de bergketen van de Himalaya. Het was dan ook een kwestie van tijd dat missionarissen verbonden aan de vestigingen van met name Portugese, maar ook andere jezuïeten op zoek gingen naar deze gemeenschappen.
António de Andrade en Manuel Marques wisten in 1624 Guge te bereiken. Andrade kreeg in Guge toestemming om een katholieke kapel in de hoofdstad Tsaparang te bouwen. Van 1625 tot 1629/30 werkte Andrade als missionaris in Guge. Uiteindelijk werd de missie een complete mislukking.

## Het eind van het koninkrijk
Guge werd in 1630 veroverd door het koninkrijk Ladakh. In 1642 is er een invasie van de troepen van Güshri Khan in hun campagne voor de verovering van Centraal-Tibet. Ladakh slaagde er kort daarna weer in Guge terug te veroveren.
In 1685 wisten troepen van Sanggye Gyatso, de regent in Tibet het land te veroveren en Guge wordt geannexeerd. Dat ging gepaard met immense schade aan de stad Tsaparang en veel tempels en kloosters.   De laatste koning van Guge, Lozang Pema Trashidé, (1676-1743) werd in 1692 naar Lhasa gevoerd, waar hij de rest van zijn leven zou verblijven.
In 1715 arriveerde Ippolito Desideri in Tsaparang op weg naar Lhasa. Hij vond de stad totaal verlaten en in ruïnes, een situatie die tot op heden voortduurt.

## Fresco's
In 1948 wist Ernst Lothar Hoffman (Lama Anagarika Govinda) de meeste fresco's te fotograferen van de twee belangrijkste nog aanwezige bouwwerken, de Lokhang Marpo ( Rode kapel) en Lokhang Karpo ( Witte Kapel). Tijdens de Culturele Revolutie wordt een deel van die fresco's vernield. 
Giuseppe Tucci heeft veel over de tempels van westelijk Tibet, waaronder die van Tsaparang geschreven in onder meer The Temples of Western Tibet and Their Artistic Symbolism, Volume III.2: Tsaparang.